# Dipteryx odorata

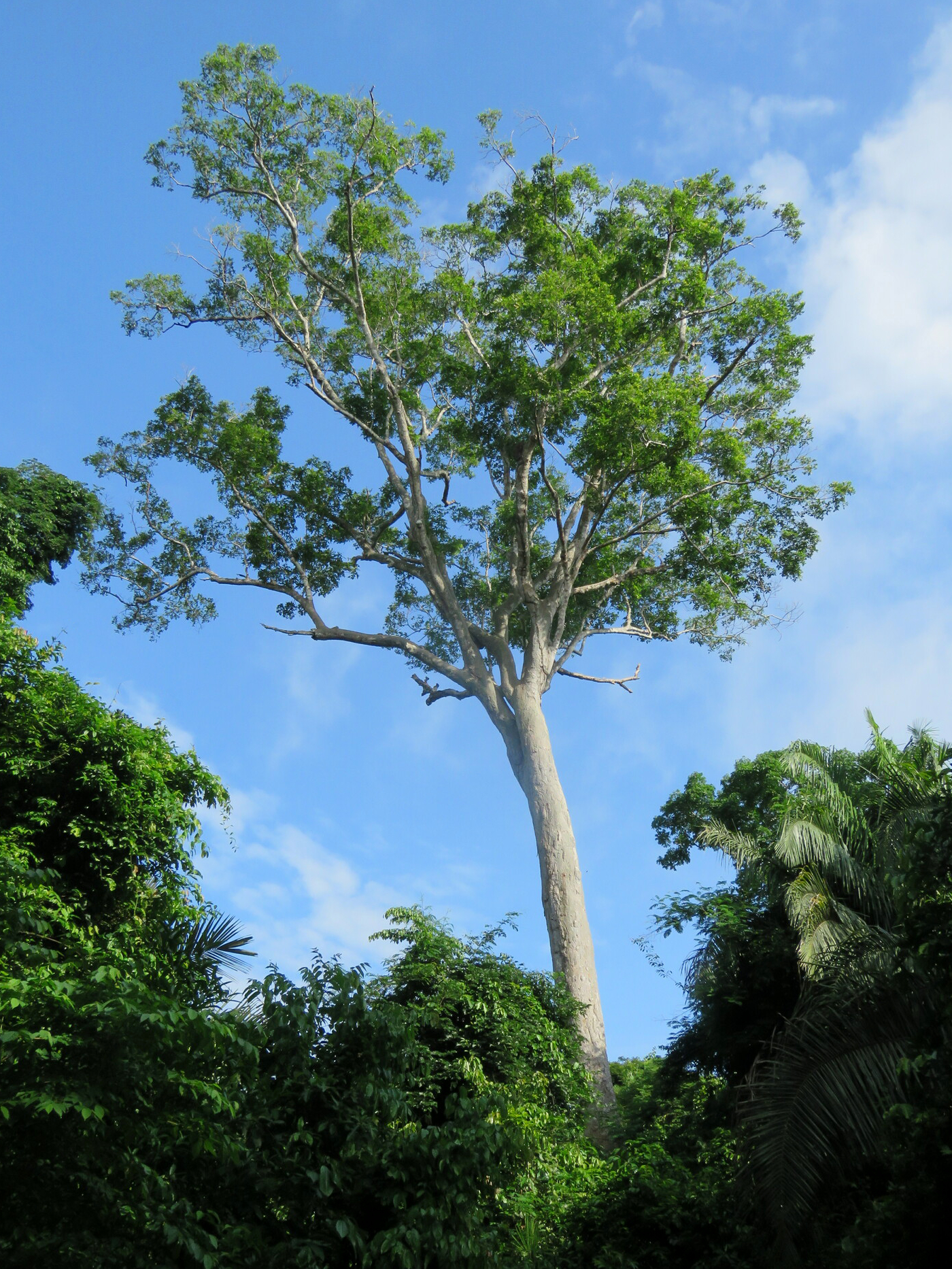
Dipteryx odorata

Dipteryx odorata is een bloeiende boom uit de vlinderbloemenfamilie (Fabaceae). De boom komt oorspronkelijk uit Midden-Amerika en Noord-Zuid-Amerika en is semibladverliezend.
De geurige zaden, waarvoor deze boom ook wel gekweekt wordt, staan bekend als tonkabonen. Ze zijn zwart en gerimpeld en hebben een gladde, bruine binnenkant.